# Porto Germeno
Porto Germeno (griechisch Πόρτο Γερμενό (n. sg.)) ist ein griechischer Ort am Alkionidischen Golf, einer Meeresbucht im Nordosten des Golfs von Korinth. Heute wird der Ort offiziell Egosthena nach der antiken Stadt, die hier lag, genannt. Der Ort gehört zum Gemeindebezirk Vilia in der Gemeinde Mandra-Idyllia in Westattika.
In Porto Germeno liegen die Ruinen von Aigosthena, mit einer der am besten erhaltenen Stadtmauern aus der klassischen Zeit. Außerdem gibt es zwei bedeutende Kirchen aus dem 12. Jahrhundert zu sehen. Trotz dieser Sehenswürdigkeiten und der direkten Strandlage gibt es in Porto Germeno nur einen bescheidenen Tourismus mit einigen Pensionen.